# ماگوژاتا شینرت
ماگوژاتا شینرت (تلفظ لهستانی: [mawɡɔˈʐata ˈʂɛjnɛrt] ; متولد ۲۸ آوریل ۱۹۳۶، ورشو) روزنامه‌نگار و نویسنده لهستانی است.

## زندگینامه
او از دبیرستان دخترانه امیلیا پلاتر در بیاوا پودلاسکا و سپس از دانشکده روزنامه نگاری دانشگاه ورشو فارغ التحصیل شد. او رئیس بخش گزارش در هفته نامه Literatura بود. در سال ۱۹۸۱ پس از تحمیل حکومت نظامی در لهستان، او با مطبوعات زیرزمینی ضد کمونیستی همکاری کرد.

## حرفه
ماگوژاتا شینرت اولین حضور ادبی خود را در سال ۱۹۷۲ با انتشار کتابی دربارهٔ مهاجران لهستانی در آمریکا انجام داد. در سال ۲۰۰۸، او برای کتاب Czarny ogród (باغ سیاه)، نامزد جایزه آنجلوس شد. کتاب Wyspa klucz (جزیره کلید) او در سال ۲۰۱۰، نامزدی جایزه نایکی را دریافت کرد.
در سال ۲۰۱۵، نشان صلیب افسری از نشان افتخار تولد لهستان به او اعطا شد.